# Lucien Febvre
Lucien Febvre (Nancy, 22 juli 1878 - Saint-Amour, 26 september 1956) was een Franse historicus die een grote invloed heeft gehad op de ontwikkeling van dit vakgebied en in het bijzonder op de Annales-school, die hij samen met de Franse historicus Marc Bloch heeft gesticht.

## Biografie
Lucien Paul Victor Febvre werd geboren op 22 juli 1878 in Nancy als zoon van Paul Febvre, leraar, en Edmondine Arnaud. Na het lyceum werd hij in augustus 1898 toegelaten tot de École Normale supèrieure waar hij geografie en geschiedenis studeerde. Daar volgde hij ook colleges van de geograaf Paul Vidal de la Blache. Hij behaalde het Diplôme d’études supérieures in 1901 en in 1902 zijn ‘Agrégation d’histoire’.
Van 1902 tot 1903 was hij leraar in Bar-le-Duc en met een stipendium van de Thiers-stichting zette hij in Parijs zijn studies voort. Van 1907-1911 doceerde hij in Besançon en in 1912 promoveerde hij aan de Sorbonne op twee proefschriften  ‘Philippe II et le Franche-Comté en ‘Notes et Documents sur la Réforme et l’Inquisition en Franche-Comté’. In 1912 werd hij hoogleraar geschiedenis in Dijon.
Zijn wetenschappelijke carrière werd onderbroken door de Eerste Wereldoorlog. Hij werd opgeroepen voor de militaire dienst en op 7 februari 1919 gedemobiliseerd met de rang van kapitein.
In 1919 werd in Straatsburg een nieuwe universiteit gesticht. Als model van de Franse superioriteit kreeg deze instelling de beschikking over ruime middelen. Jonge vernieuwingsgezinde hoogleraren werden aangetrokken waaronder Lucien Febvre. Kenmerkend was een ‘esprit de synthèse’. Docenten volgden elkaars colleges. In Straatsburg maakte Febvre kennis met Marc Bloch, het begin van een jarenlange vriendschap.
Van 1919 tot 1933 doceerde Febvre in Straatsburg. Hij huwde in 1921 met Suzanne Alice Dognon. Het paar kreeg drie kinderen. In de Straatsburgse periode werden belangrijke initiatieven genomen. Met Henri Berr zette Febvre de grote interdisciplinaire geschiedenis Évolution de l’humanité op en in 1929 werd met Marc Bloch het befaamde tijdschrift Annales d’historie économique et sociale (later omgedoopt tot Annales: Économie, Sociétés, Civilisations) opgericht. In deze periode verschenen ook belangrijke studies als La terre et l’évolution humaine. Introduction géographique à l’histoire in 1922 en Un destin, Martin Luther (1928).
In 1933 werd Febvre hoogleraar aan het Collège de France op de leerstoel ‘Histoire de la civilisation moderne’. Hij werkte hier onder andere aan het plan voor een Encyclopédie Française in 20 delen als een overzicht van de stand van zaken op een groot aantal wetenschapsgebieden. In 1942 verscheen een van zijn belangrijkste studies Le Problème de l’incroyance au XVIe siècle. La religion de Rabelais. Van 1936 tot 1937 was Febvre werkzaam als gasthoogleraar in Argentinië en Uruguay. Op de terugreis maakt hij kennis met Fernand Braudel die een tijd doceerde in Sao Paulo.
Tussen 1945 en 1956 was Febvre de belangrijkste man op het terrein van de Franse onderwijsorganisatie in de geschiedenis. Hij was lid van de Franse afvaardiging in de Unesco. Hij stond aan de wieg van de befaamde ‘VIe section de l’École pratique des hautes études (EPHE-VIe) en fungeerde tussen 1948 en 1956 als Président van deze instelling. In 1948 werd hij Commandeur de la Légion d’honneur. In 1950 deed hij afstand van zijn leerstoel. Hij werd opgevolgd door Fernand Braudel.
Hij overleed op 26 september 1956 in Saint-Amour

## Wetenschappelijk werk
Lucien Febvre is bepalend geweest voor de Franse historiografie gedurende de eerste helft van de 20e eeuw. Hij zette zich af tegen historici die documentanalyse en het verzamelen van objectieve feiten centraal stelden. Hij was anti-positivistisch en stelde ‘Feiten zijn fabrikages van wetenschappers. De historicus is geen feitenraper’. Febvre is voorstander van een problematiserende aanpak, waarbij hij bovendien zoveel mogelijk de expertise van andere wetenschappen betrekt zoals de geografie, de sociologie en de economie. Hij wilde de historische gebeurtenissen steeds bezien in de context van de lokale sociaal-economische en culturele omstandigheden. Feiten moesten vanuit een bepaalde probleemstelling worden georganiseerd.
In zijn proefschrift werd deze aanpak duidelijk. Hij reconstrueerde het leven van de lokale bevolking in de Franche-Comté in de 16e eeuw door de historische gebeurtenissen te analyseren in de context van de lokale geografische en economische omstandigheden. Deze aanpak was mede geïnspireerd door de ideeën van Vidal de la Blache. Door de invloed van Vidal de la Blache hadden Franse geografen meer aandacht gekregen voor de interactie tussen mens en het omringende milieu en men zag deze interactie niet langer met een fysisch-deterministische bril (de natuur bepaalt de mogelijkheden van de mens), maar men ging uit van het possibilisme: het natuurlijk milieu bepaalde de condities, maar de mens kan kiezen op basis van de beschikbare technische en organisatorische vaardigheden. Febvre verwierp het fysisch-geografische determinisme in de geschiedschrijving. Hij vroeg zich af hoe de samenleving in de verschillende perioden omging met de omgeving en hoe dat kon worden gereconstrueerd. Deze opvatting vormde de basis voor zijn baanbrekende werk La terre et l’évolution humaine. Introduction géographique à l’histoire gepubliceerd in 1922.
Nadat Febvre La terre et l’évolution humaine had voltooid, richtte hij zijn aandacht op de manier waarop historici de leefwereld van de gewone mensen in de 16e eeuw hadden beschreven. In 1942 verscheen Le Problème de l’incroyance au XVIe siècle. La Réligion de Rabelais. Het was zijn belangrijkste werk en het zorgde in meerdere opzichten voor belangrijke veranderingen in de historiografie. In de eerste plaats liet Febvre in dit boek het belang van een probleemgestuurde aanpak zien. In dit geval was de centrale vraag of het mogelijk was atheïst te zijn in de 16e eeuw. Ook in de analyse van dit probleem was Febvre vernieuwend. Hij introduceerde het onderzoek naar de collectieve mentaliteit, naar de alledaagse leefwereld van de 16e-eeuwse mens. Hij pleitte voor een geschiedenis van de ‘outillage mental’ en dit onderzoek moest interdisciplinair zijn. Hij was daarmee een van de eersten die het belang van mentaliteitsgeschiedenis boven dat van de politieke geschiedenis plaatste.
Baanbrekend en bepalend voor de ontwikkeling van de historiografie was de lancering van het tijdschrift Annales d’historie économique et sociale in 1929 samen met zijn goede vriend Marc Bloch. Daarmee traden zij in het voetspoor van Henri Berr die in 1900 het tijdschrift Revue de Synthèse Historique startte met als doel artikelen van verschillende wetenschapsgebieden te publiceren om een synthese van alle kennis tot stand te brengen. De Annales werd gesticht in Straatsburg en het tijdschrift (zie Annales-school) was zeker in de eerste jaren van zijn bestaan een weerspiegeling van de interdisciplinaire werksfeer tussen sociologen als Maurice Halbwachs en Gabriel Le Bras, de geografen Henri Baulig en Albert Demangeon, de psycholoog Charles Blondel en de linguïst Antoine Meillet. Febvre en Bloch wilden auteurs aantrekken die de geschiedenis wilden bevrijden van de overheersende aandacht voor politiek, diplomatie en militaire gebeurtenissen. Zij stonden een ‘histoire totale’ voor en daarvoor was het nodig de schotten tussen de verschillende wetenschapsgebieden weg te halen.
In 1932 begon Febvre met Anatole de Monzie het ambitieuze project ‘Encyclopédie française’. Qua opzet was het een breuk met de gangbare encyclopedieën. Het zou niet zozeer een systematisch overzicht van bestaande kennis moeten worden maar een methodische inventarisatie van de problemen van de moderne samenleving. De ontwikkeling van het project kende de nodige problemen. Allereerst met de uitgeverij Larousse, waarmee uiteindelijk in 1936 het contract werd opgezet. Verder waren er tegengestelde meningen over de inhoud bij de auteurs van het eerste deel over de Staat (Tome X). Voor Febvre diende de inhoud een bijdrage te leveren aan ‘het mentale gereedschap van de moderne mens’, voor andere auteurs was de overdracht van kennis over de staatsinstituties voor een breed publiek het primaire doel.

## Belangrijkste werken
- Philippe II et la Franche-Comté. Étude d'histoire politique, religieuse et sociale, Parijs, Honoré Champion, 1911, 808 p.
- Notes et documents sur la Réforme et l'Inquisition en Franche-Comté, Parijs, 1911, 336 p.
- Histoire de la Franche-Comté, Parijs, Boivin, 1912, 260 p.
- La Terre et l'évolution humaine, Parijs, Albin Michel, « L'évolution de l'Humanité », 1922.
- Un Destin. Martin Luther, Parijs, Presses Universitaires de France, 1928.
- Civilisation. Évolution d'un mot et d'un groupe d'idées, Parijs, Renaissance du livre, 1930, 56 p.
- Le Rhin. Problèmes d'histoire et d'économie, Parijs, Armand Colin, 1935.
- (dir.): Encyclopédie française, 11 volumes parus de 1935 à 1940.
- Le Problème de l'incroyance au XVIe siècle. La religion de Rabelais, Parijs, Albin Michel, Coll. L'évolution de l'humanité, 1942, 548 p.
- Origène et Des Périers ou l'énigme du Cymbalum Mundi, Parijs-Genève, Droz, 1942, 144 p.
- Autour de l'Heptaméron. Amour sacré, amour profane, Parijs, Gallimard, 1944, 300 p.
- Les Classiques de la liberté: Michelet, Lausanne, Traits, 1946, 162 p.
- Combats pour l'histoire, Parijs, Armand Colin, 1953, 456 p.
- Au cœur religieux du XVIe siècle, Parijs, SEVPEN, 1957, 359 p.